# Kisújlak (Szlovákia)

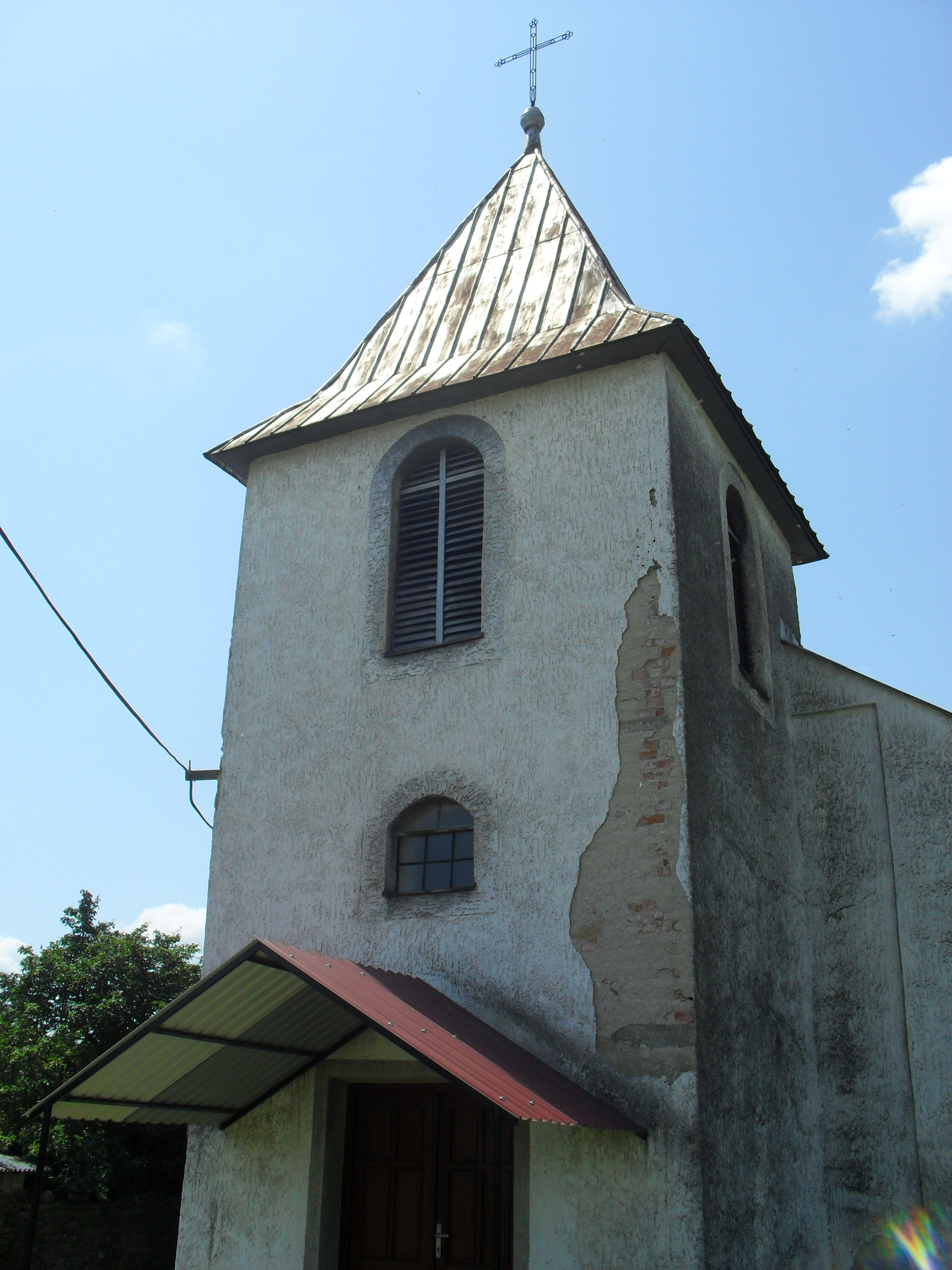
A kisújlaki katolikus templom

Kisújlak (szlovákul: Nová Vieska pri Bodrogu, korábban Malý Ujlak) Szomotor településrésze, egykor önálló község Szlovákiában, a Kassai kerület Tőketerebesi járásában.

## Fekvése
Királyhelmectől 14 km-re nyugatra, a Bodrog bal partján fekszik.

## Története
Az 1332 és 1337 között felvett pápai tizedjegyzékben szerepel először „Wylak” alakban. Először Zemplén várának uradalmához tartozott. 1380-ban Imreghi László birtoka volt. 1416-ban vásártartási jogot kapott. Kisújlak néven 1423-ban szerepel először „Kyswylak” formában. A 15. században az Imreghi, Csebi, Soós, Kelecsényi és Pálóczi családok a főbb birtokosai. 1500-ban királyi adományként Serédi Benedek birtoka, de a század közepére már Perényi Gábor és Soós György a birtokosai. Később többek közt a Dobó, Melczer és Tárczy családok tulajdona. 1557-ben 2 portája adózott. Lakói a 17. század elején reformátusok lettek. A 18. században a Horváth, Pintér, Tiszta és Bodó családoké volt, majd az 1900-as években a Szirmayaké lett. 1715-ben megemlítik, hogy a falu 7 évig csaknem teljesen puszta volt. 1720-ban 7 adózót tartottak számon. 1787-ben 21 házában 127 lakos élt.
Vályi András szerint: ÚJLAK. „Kis Újalk. Magyar falu Zemplén Várm. földes Urai több Uraságok, lakosai katolikusok, és reformátusok, fekszik Rádhoz közel, Pálföldéhez sem meszsze, a’ Bodrog vize’ lefolyásánál; határja 2 nyomásbéli, földgye fekete agyagos, mindent jól terem, erdeje, réttye kevés, határos Zemplén Városával is.”
1828-ban 32 háza volt 247 lakossal, akik főként szőlőtermesztéssel foglalkoztak.
Fényes Elek geográfiai szótárában így ír róla: „Ujlak (Kis-), Zemplén v. magyar falu, a Bodrogközben, Rad. fil., 76 romai, 59 g. kath., 64 ref., 9 zsidó lak., 304 h. szántófölddel, erdővel. F. u. Horváth és Melczer nemzetségek. Ut. p. Ujhely.”
Borovszky Samu monográfiasorozatának Zemplén vármegyét tárgyaló része szerint: „Kisujlak, bodrogmenti magyar kisközség 30 házzal és 191 lakossal, kik nagyrészben római katholikusok. 1380-ban bukkan fel először, a mikor Imreghi Lászlót iktatják birtokába. 1419-ben Cseke Györgyé és Imreghi Andrásé, 1446-ban a Csebiek zálogbirtoka. 1458-ban Pálóczi Lászlót, 1748-ban Czékei Jánost említik birtokosaiul. Mint a zempléni vár tartozéka azután az Ujlaki családé lett, melynek magva szakadván, 1500-ban Serédi Benedek kapott rá királyi adományt. Némely részei házasság útján a Melczer család tulajdonába kerültek, de a Tárczayaknak is volt itt részük, mely a Dobóké, majd 1561-ben a Soós Jánosé lett. 1598-ban Barkóczy László, Vinnay Kristóf és Soós Kristóf vannak birtokosaiul említve. A Melczer-féle rész, Horváth Imréné szül. Melczer Borbála révén, 1774-ben Grizsányi Horváth Antalra és sógorság révén a Pintér családra szállott, de velük és utánuk a Tiszta és a Bodó családok is birtokosok voltak itten. Most a gróf Szirmay Györgyé. 1890-ben veszedelmes tűz pusztított a községben. Róm. kath. temploma 1658-ban épült. A község postája, távírója és vasúti állomása Szomotor.”
1910-ben 198-an, túlnyomórészt magyarok lakták. 1920-ig Zemplén vármegye Bodrogközi járásához tartozott. 1938 és 1944 között újra Magyarország része volt.
1964-ben csatolták Szomotorhoz.

## Nevezetességei
- Szűz Mária tiszteletére szentelt, római katolikus temploma a 19. században épült. Az idők során tönkrement templomot 1968-ban – más adatok szerint 1967-ben – archaizáló stílusban építették újjá.
- A templom mellett álló öntöttvas feszületet 1900-ban állította Tóth István.
- Öntöttvas feszület a temetőben.
- Református harangláb.

## Képtár

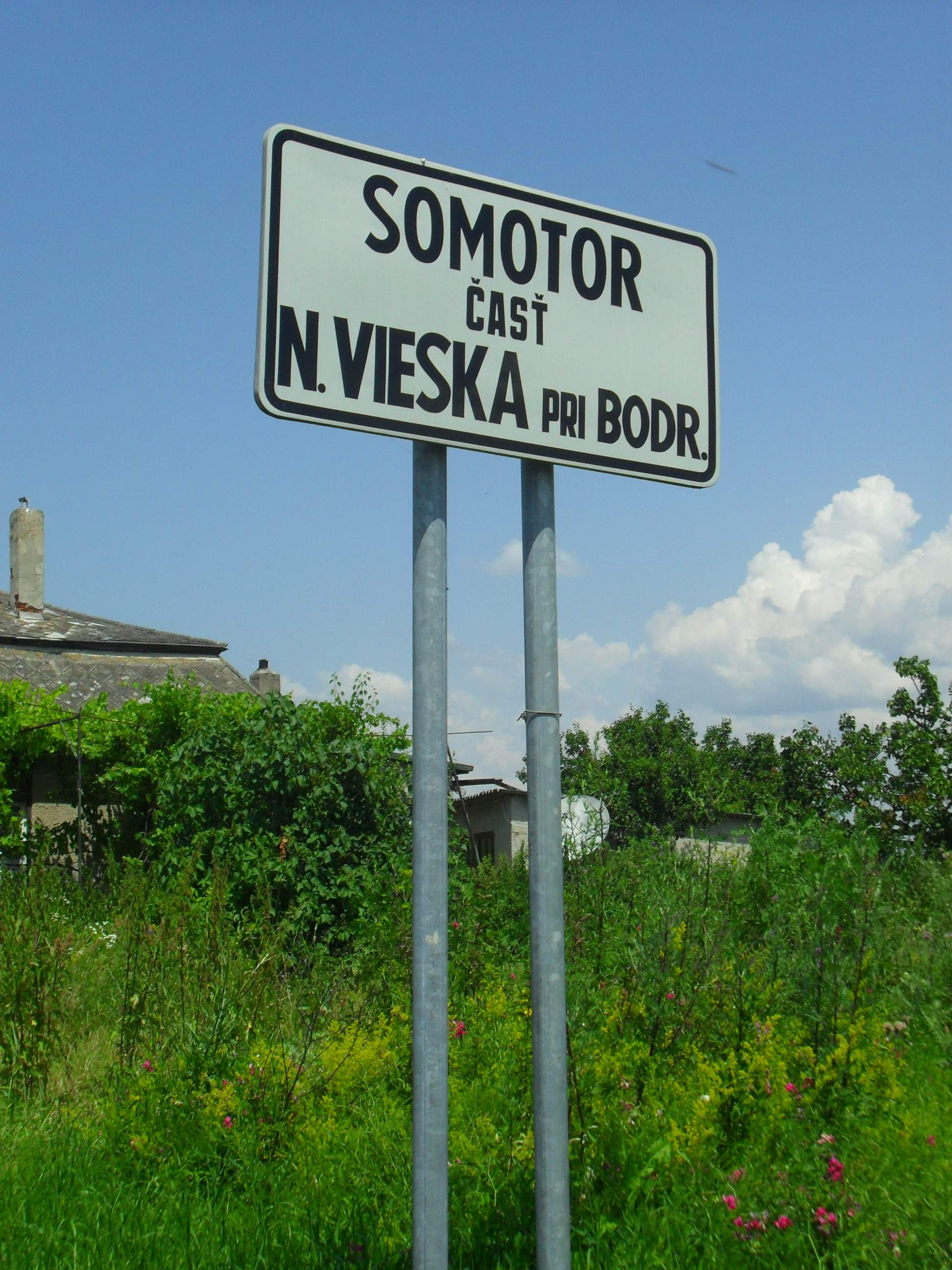
Helységnévtábla
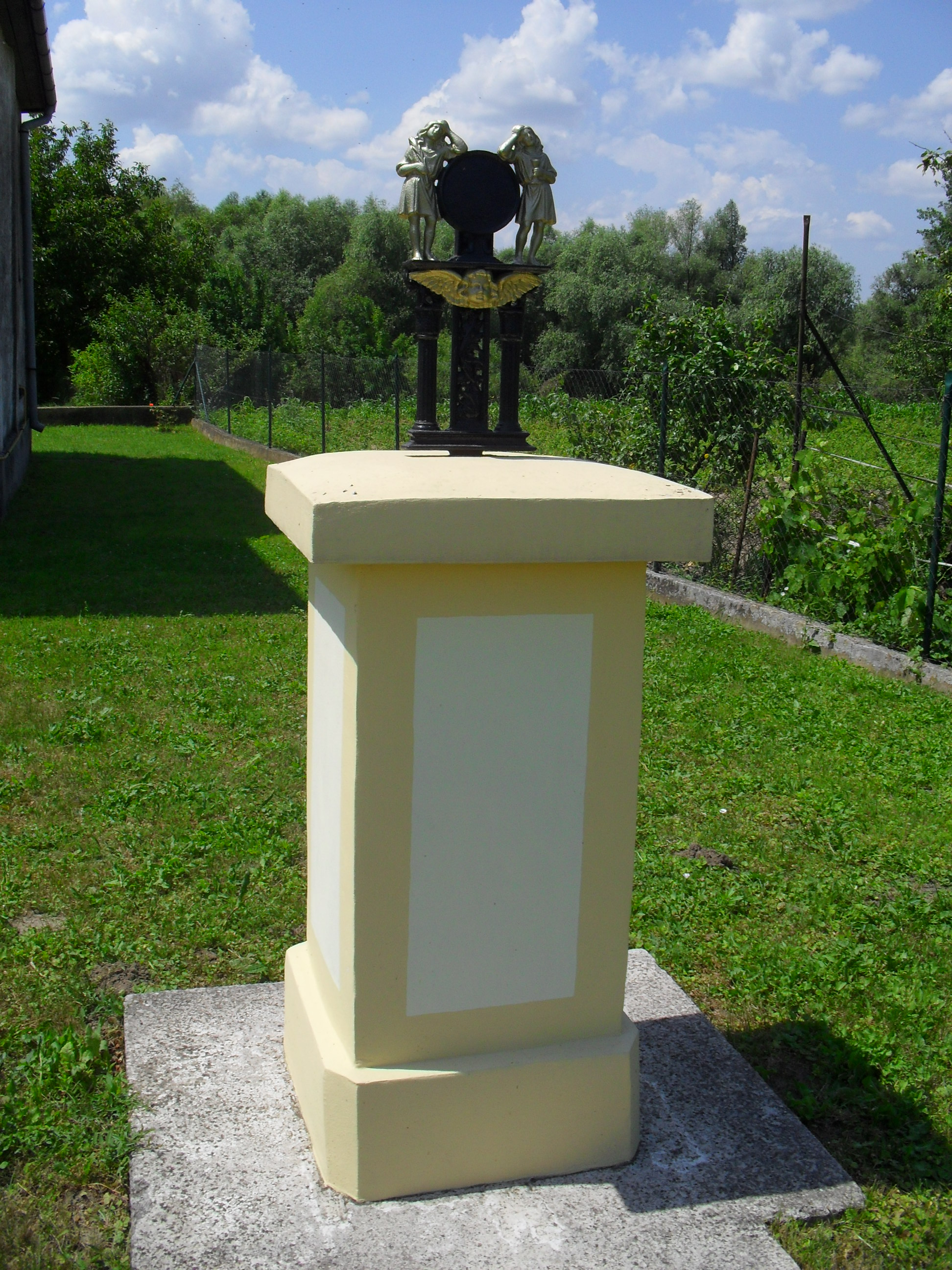
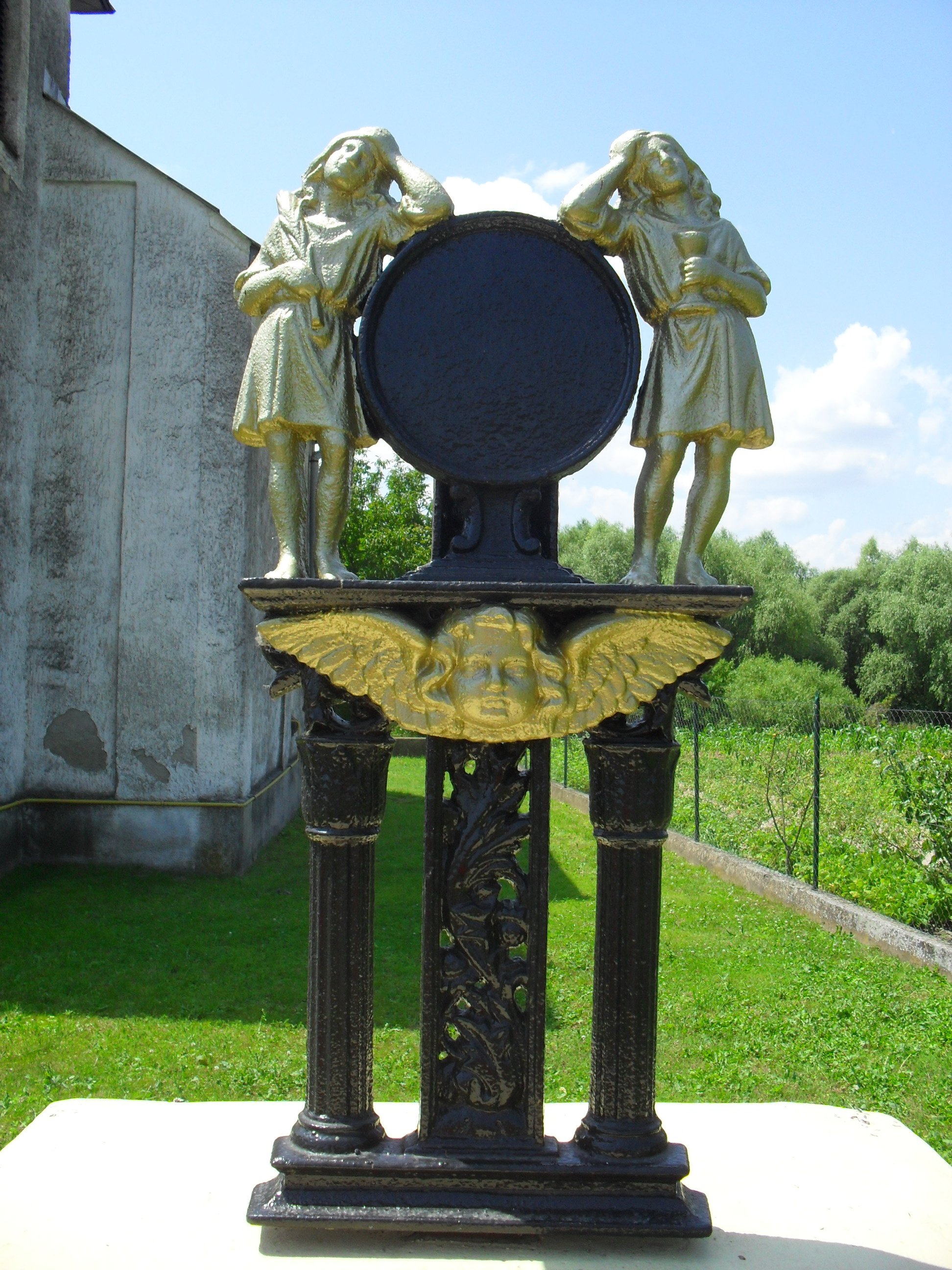
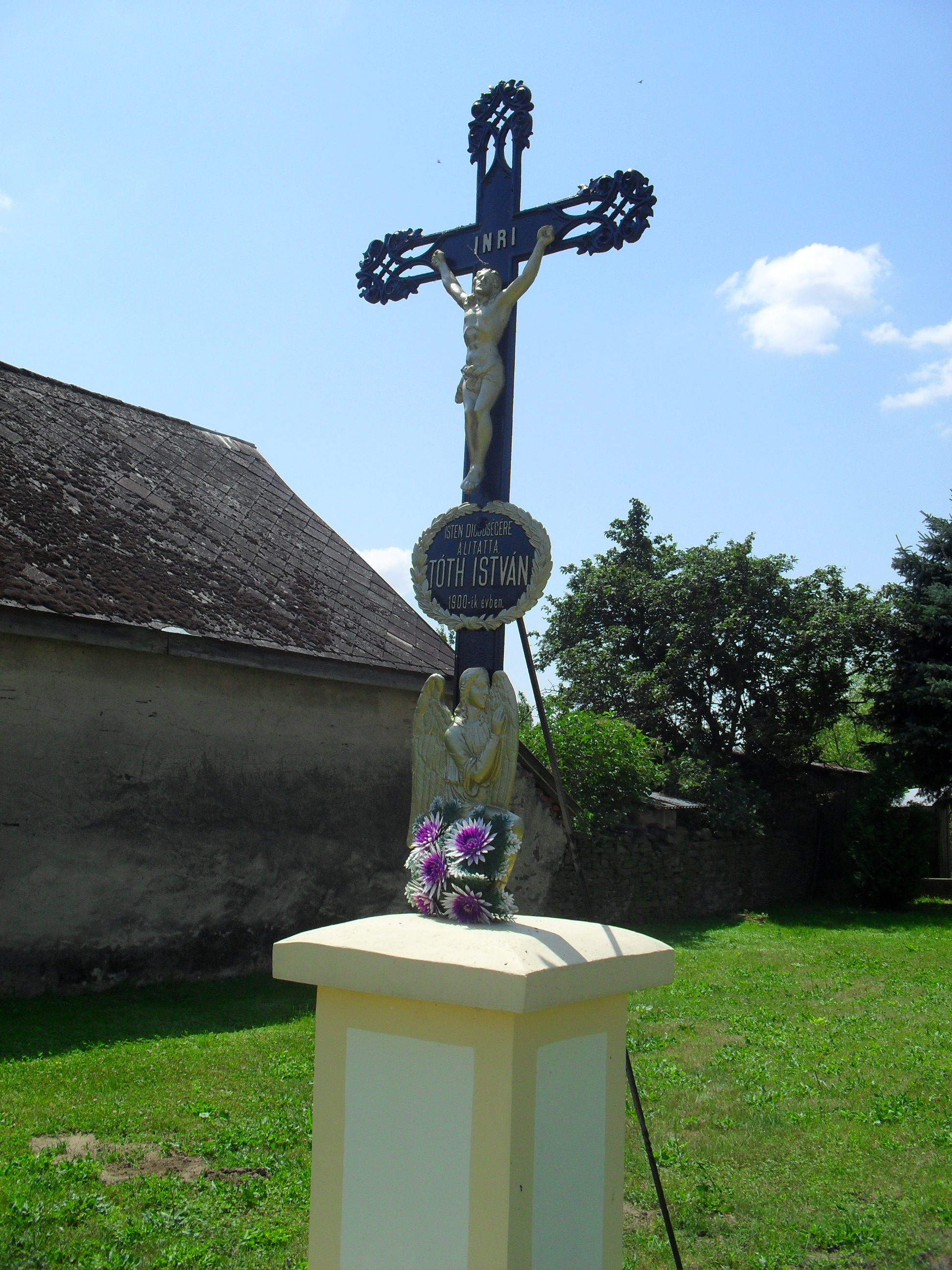
A templom melletti feszület
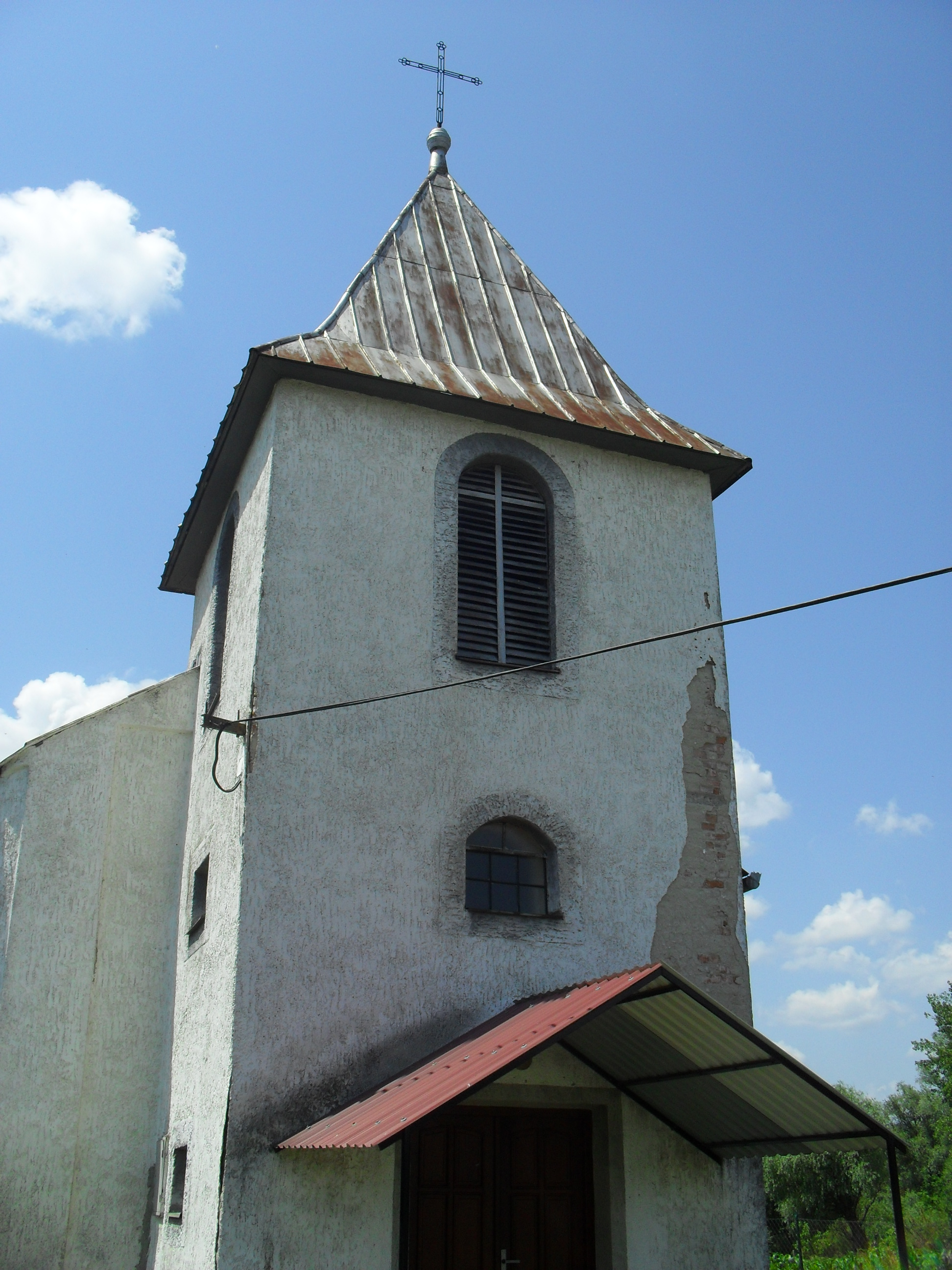
Katolikus templom
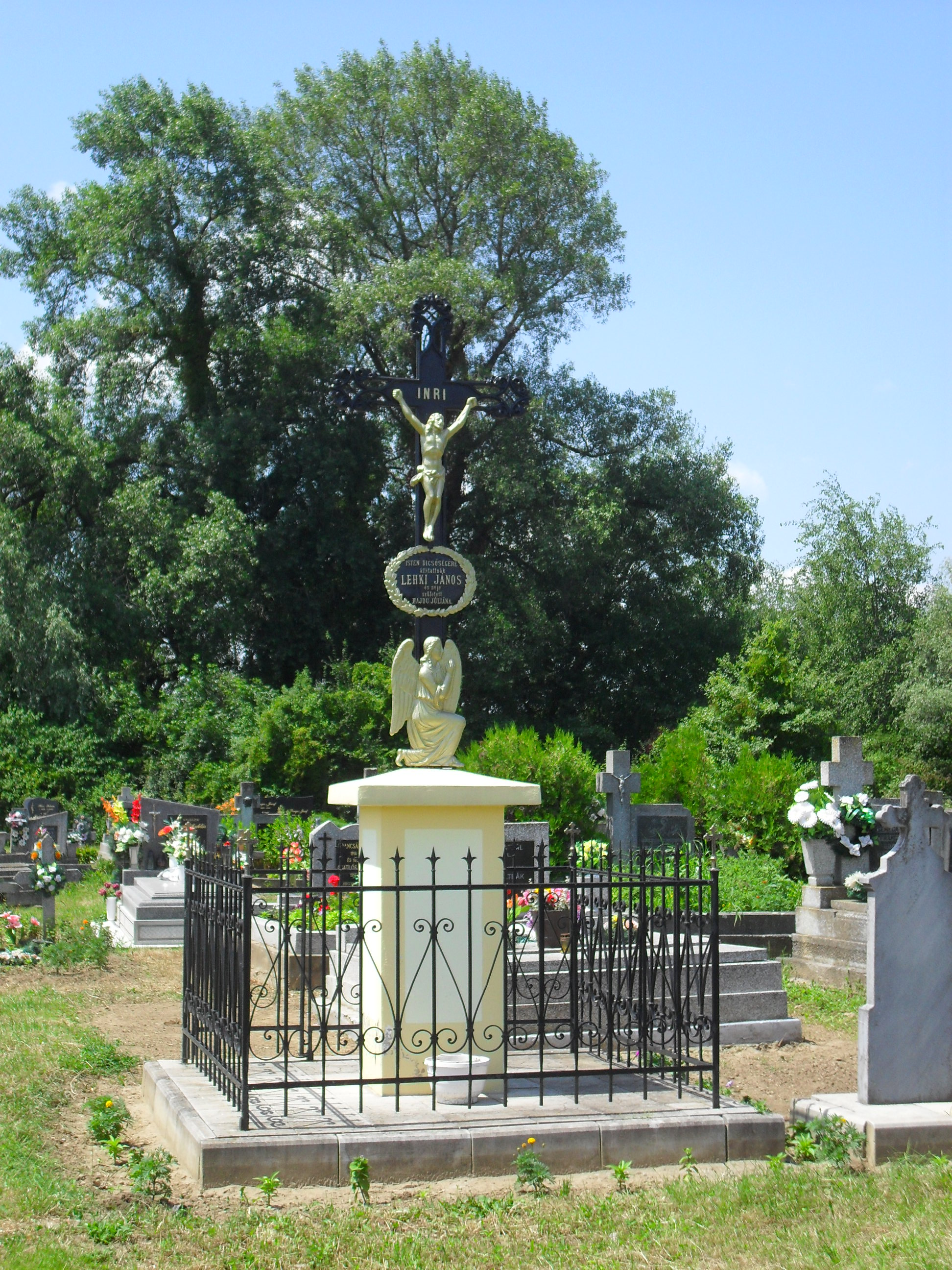
Temetői nagykereszt
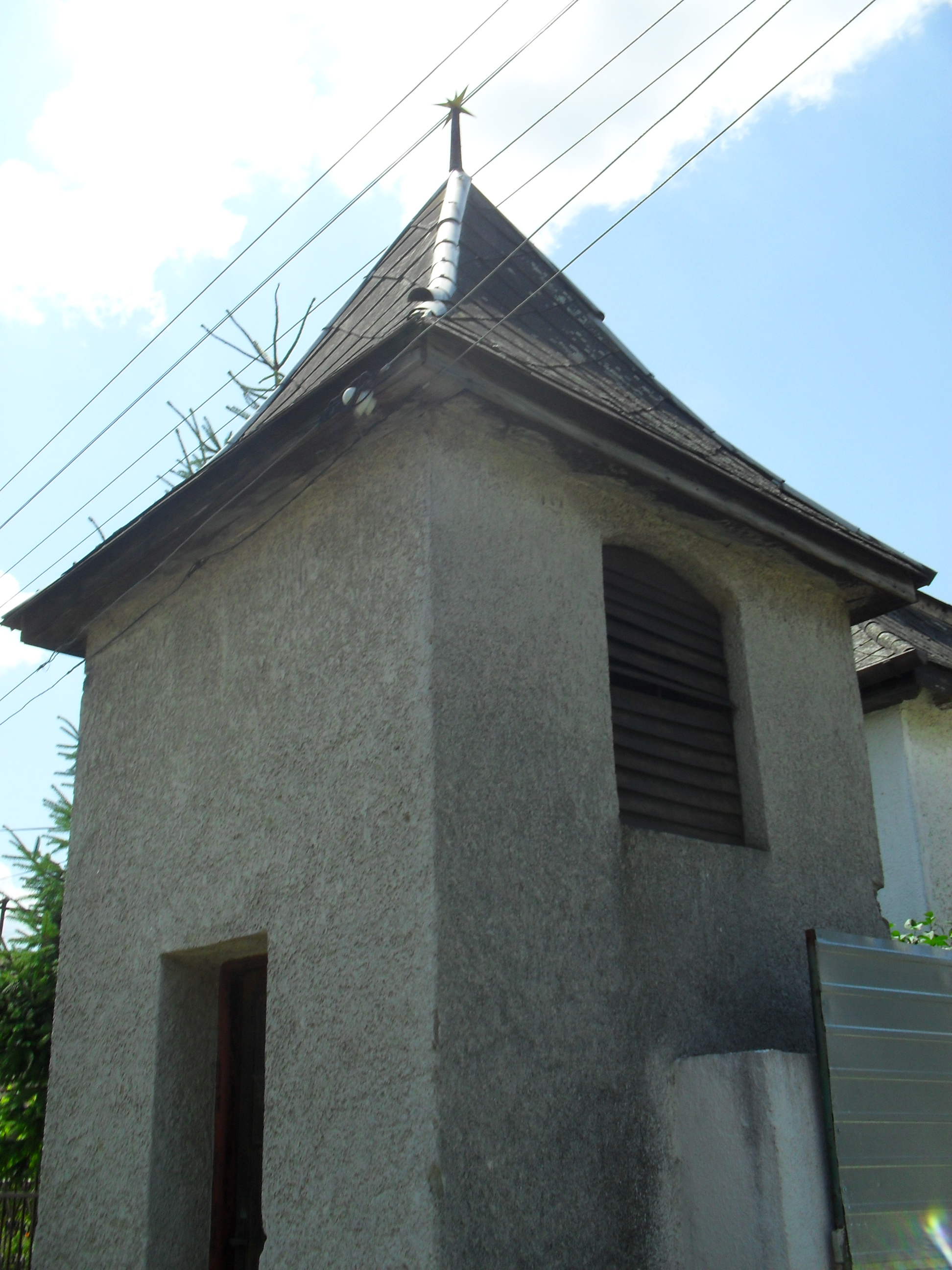
Református harangláb

## Külső hivatkozások
- Szomotor község hivatalos oldala
- E-obce.sk Archiválva 2008. március 11-i dátummal a Wayback Machine-ben